# Sistema electoral salvadorenc
Els processos electorals salvadorencs foren objecte de crítiques internacionals fins a la dècada dels noranta per greus mancances de transparència. Entre altres irregularitats, l'exèrcit era l'encarregat de transportat les paperetes dels vots fins al «Comité Central Electoral».
Encara avui hi ha crítiques sobre la legitimitat dels processos electorals. Entre els punts destacats estan:
- la necessitat d'obtenir un carnet electoral especial per a poder votar, pel qual s'ha de pagar.
- la necessitat de recórrer distàncies interurbanes per a poder votar al centre electoral assignat (vot no-domiciliar).
- la intervenció en mitjans de comunicació de càrrecs públics d'altres països (Estats Units) per «aconsellar» sobre qui votar i qui no votar.

Els partits majoritaris al Salvador són ARENA i FMLN. La resta de partits no superen el 3% dels vots (PDC, PCN, etc.).